# Helmut Schindewolf
Helmut Schindewolf (* 1910 in Buko; † 1992 in Dresden-Klotzsche) war ein deutscher Maler und Grafiker.

## Leben und Werk
Zur Vita Schindewolfs wurden nur wenige Informationen gefunden. Er studierte in Darmstadt bei Kay H. Nebel an den Lehr-Ateliers für angewandte Kunst, der späteren Werkkunstschule Darmstadt, und bei Georg Tappert an der Staatlichen Kunstschule zu Berlin.
Nach dem Beginn des Zweiten Weltkriegs wurde er zur Wehrmacht eingezogen, und er nahm am Krieg teil und geriet in Kriegsgefangenschaft.
Nach der Entlassung arbeitete er in Dessau als freischaffender Künstler. Er gehört mit Rudolf Hugk, dem Kunsthistoriker Harry Kieser, Carl Marx, Rolf Radack, Hans-Erich Schmidt-Uphoff und Paul Schwerdtner zu der losen Künstlergruppe Dessauer Malerkollektiv.
Zum Malen hielt sich Schindewolf seit Anfang der 1950er Jahre wiederholt auf Hiddensee auf. Er ging dann in die Bundesrepublik, wo er in Treysa lebte.

## Werke (Auswahl)
- Fischerboote in Neuendorf (1952, Aquarell)[3][4]
- Hiddensee – Schabernack Neuendorf (1952, Aquarell)[5][4]

## Ausstellungen (unvollständig)
- 1977: Hamburg. Altonaer Museum („Norddeutsche Künstlerkolonien. Rügen. Vilm. Hiddensee“)

## Weblink
- Schindewolf, Helmut geb. 1910 Buko/Anhalt gest. 1992, auf insularugia.de